# 施派興巴赫河

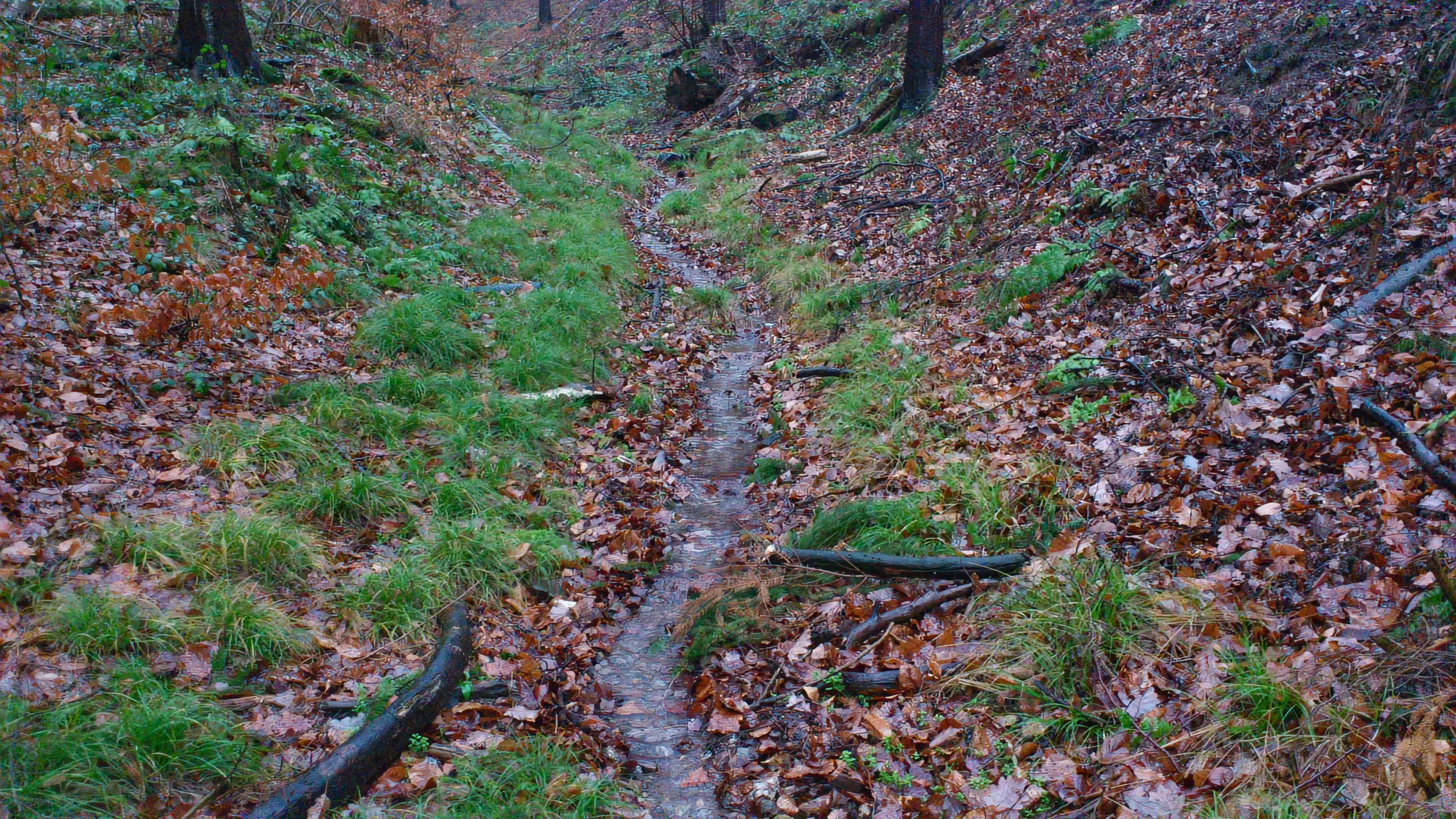

50°5′25.88″N 9°5′27.86″E / 50.0905222°N 9.0910722°E
施派興巴赫河（德語：Speichenbach），是德國的河流，位於該國東南部，由巴伐利亞負責管轄，屬於卡爾河的左支流，河道全長1.4公里，流域面積0.8平方公里。